# Edmondson Dam
Der Edmondson Dam war eine Talsperre am Middle Fork Holston River im US-Bundesstaat Virginia. Sie war 14,3 Meter hoch und 118 Meter lang. Durch den Edmondson Dam wurde der Fluss auf einer Länge von 5,6 Kilometern gestaut und ein 35,3 Hektar großer Stausee entstand. Das 1921 errichtete Bauwerk befand sich im Washington County etwa acht Kilometer südwestlich der Ortschaft Glade Spring. Rund vierzig Jahre lang erzeugte ein Kraftwerk am Edmondson Dam Strom, bis dieses 1963 aufgrund von Wartungsproblemen stillgelegt wurde. Die Talsperre selbst blieb zwanzig weitere Jahre bestehen, 1982 wurde sie bis auf 4,5 Meter – die Höhe der hinter dem Edmondson Dam angesammelten Sedimente – rückgebaut.